# Змеелистник
Змеелистник, или дракофиллум (лат. Dracophyllum) — род вечнозелёных растений семейства Вересковые, распространённых в Австралии и Океании. Число видов — около шестидесяти.
Характерный вид растений из этого рода определяется длинными узкими листьями, собранными в пучки на концах ветвей. Морфологически змеелистники весьма различны: большей частью это кустарники, но есть также и деревья высотой до 14 м, и карликовые подушкообразные растения.
Некоторые виды змеелистника используются в декоративном садоводстве.

## Название
Своё название род получил из-за длинных линейных листьев, похожих на змей: греч. δράκων «гигантская змея (дракон)», φύλλον «лист».
В русскоязычной литературе для наименования рода, помимо змеелистника и дракофиллума, иногда используется название Дракофиллюм.
Английское общеупотребительное название змеелистника — the grass tree («травяное дерево»); ещё одно английское название рода — dragon heath («драконий вереск»).

## Распространение

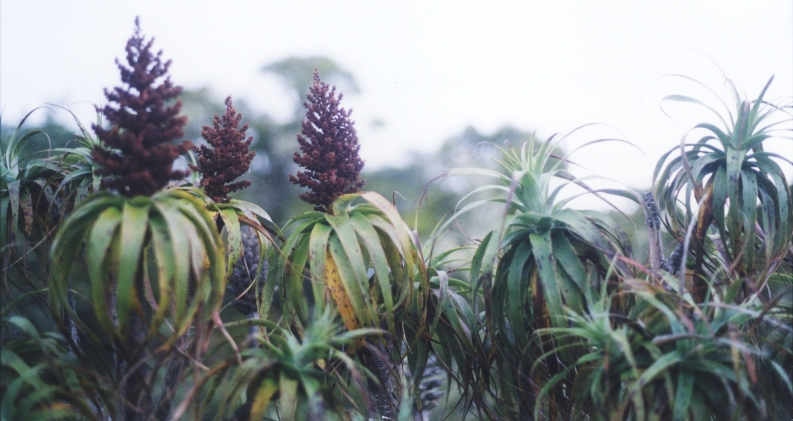
Dracophyllum traversii. Национальный парк Кахуранги. Южный остров, Новая Зеландия

Типичные места произрастания представителей этого рода — горные леса, но некоторые виды распространены и на уровне моря.
Ареал рода охватывает восточную Австралию, Тасманию, Новую Зеландию (включая Новозеландские субантарктические острова), Новую Каледонию, а также некоторые другие острова Океании, в том числе остров Лорд-Хау.
Наибольшее видовое разнообразие наблюдается в Новой Зеландии (более тридцати видов — эндемики Новой Зеландии) и Новой Каледонии.

## Биологическое описание

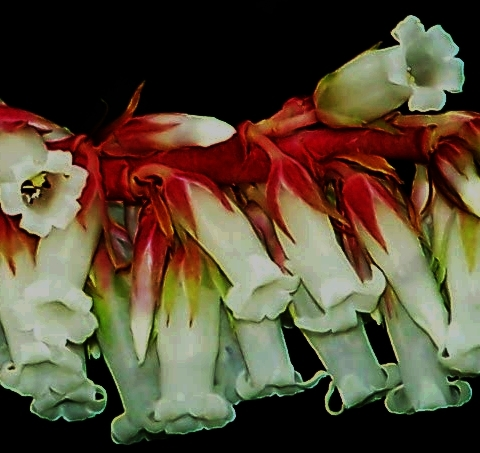
Фрагмент соцветия змеелистника однобокого (Dracophyllum secundum)

Представители рода — в основном кустарники; иногда деревья. Максимальная высота растений — 14 м. Есть и низкорослые виды: некоторые подушковидные змеелистники, растущие в альпийском поясе, похожи на мхи.
Ствол обычно короткий и толстый.
Листья кожистые, по краям иногда ворсистые, обычно длиной от 7 до 20 см. Змеелистник по виду и расположению своих листьев очень похож на однодольные растения — например, на юкку из семейства Агавовые или алоэ из семейства Асфоделовые: листья имеют влагалищное основание, их жилкование — параллельное, молодые листья обычно собраны в пучках на концах ветвей.
Цветки трубчатые, довольно мелкие. Окраска цветков — белая, кремово-белая, светло-жёлтая.
Плоды сочные.

## Использование
Некоторые виды змеелистника выращивают как садовые растения, особенно в рокариях (в первую очередь это касается Австралии и Новой Зеландии).
Сочные плоды некоторых видов змеелистника местные жители употребляют в пищу.

## Классификация

### Таксономическое положение
Ранее род относили к семейству Эпакрисовые (Epacridaceae), но позже, по результатам генетических исследований, проводимых APG, этот род, как и другие эпакрисовые, был включён в семейство Вересковые.
Род относится к трибе Ричеевые (Richeeae) подсемейства Стифелиевые (Styphelioideae). Помимо Змеелистника в эту трибу входят ещё два рода: Ричея (Richea) и Сфенотома (Sphenotoma).

### Подроды
Род делится на три подрода:
- Dracophyllum subgen. Cordophyllum W.R.B.Oliv. (1929). Монотипный подрод с единственным видом, эндемиком Новой Каледонии, Dracophyllum involucratum.
- Dracophyllum subgen. Dracophyllum. Более двадцати видов. Ареал подрода примерно совпадает с ареалом рода: это Австралия, Тасмания, Новая Зеландия, Новая Каледония и остров Лорд-Хау.
- Dracophyllum subgen. Oreothamnus (F.Muell.) W.R.B.Oliv. (1919). Около тридцати видов, из которых один, Dracophyllum minimum, растёт на Тасмании, а все остальные являются эндемиками Новой Зеландии.[2]

### Таксономическая схема
Таксономическая схема:
| отдел Цветковые, или Покрытосеменные (классификация согласно Системе APG II) | |                          |                          |                          |                          |                          |                          |                          | |                          |                          |                        | |                        |                        |                        | |                        |                        |  | |  |
|                                                                              | порядок Верескоцветные | порядок Верескоцветные   | порядок Верескоцветные   | порядок Верескоцветные   | порядок Верескоцветные   | порядок Верескоцветные   | порядок Верескоцветные   | порядок Верескоцветные   | порядок Верескоцветные                                                                                    | порядок Верескоцветные   | порядок Верескоцветные   | порядок Верескоцветные | порядок Верескоцветные | порядок Верескоцветные | порядок Верескоцветные | порядок Верескоцветные | порядок Верескоцветные                                                                               | порядок Верескоцветные | порядок Верескоцветные |  | ещё 44 порядка цветковых растений, из которых к верескоцветным наиболее близки Гераниецветные, Кизилоцветные, Кроссосомоцветные и Миртоцветные |  |
|                                                                              | семейство Вересковые | семейство Вересковые     | семейство Вересковые     | семейство Вересковые     | семейство Вересковые     | семейство Вересковые     | семейство Вересковые     | семейство Вересковые     | семейство Вересковые                                                                                      | семейство Вересковые     | семейство Вересковые     | семейство Вересковые   | семейство Вересковые | семейство Вересковые   | семейство Вересковые   |                        | ещё 25 семейств, в том числе Актинидиевые, Бальзаминовые, Первоцветные, Сапотовые, Чайные и Эбеновые |                        |                        |  | ещё 44 порядка цветковых растений, из которых к верескоцветным наиболее близки Гераниецветные, Кизилоцветные, Кроссосомоцветные и Миртоцветные |  |
|                                                                              | подсемейство Стифелиевые | подсемейство Стифелиевые | подсемейство Стифелиевые | подсемейство Стифелиевые | подсемейство Стифелиевые | подсемейство Стифелиевые | подсемейство Стифелиевые | подсемейство Стифелиевые | подсемейство Стифелиевые                                                                                  | подсемейство Стифелиевые | подсемейство Стифелиевые |                        | ещё семь подсемейств, в том числе Вакциниевые (роды Вакциниум, Зеновия, Подбел и др.), Кассиопеевые (род Кассиопея), Эриковые (роды Вереск, Водяника, Рододендрон, Эрика и др.) |                        |                        |                        | ещё 25 семейств, в том числе Актинидиевые, Бальзаминовые, Первоцветные, Сапотовые, Чайные и Эбеновые |                        |                        |  | ещё 44 порядка цветковых растений, из которых к верескоцветным наиболее близки Гераниецветные, Кизилоцветные, Кроссосомоцветные и Миртоцветные |  |
|                                                                              | триба Ричеевые | триба Ричеевые           | триба Ричеевые           | триба Ричеевые           | триба Ричеевые           | триба Ричеевые           | триба Ричеевые           |                          | ещё шесть триб, в том числе Прионотесовые (роды Прионотес и Лебетантус) и Эпакрисовые (род Эпакрис и др.) |                          |                          |                        | ещё семь подсемейств, в том числе Вакциниевые (роды Вакциниум, Зеновия, Подбел и др.), Кассиопеевые (род Кассиопея), Эриковые (роды Вереск, Водяника, Рододендрон, Эрика и др.) |                        |                        |                        | ещё 25 семейств, в том числе Актинидиевые, Бальзаминовые, Первоцветные, Сапотовые, Чайные и Эбеновые |                        |                        |  | ещё 44 порядка цветковых растений, из которых к верескоцветным наиболее близки Гераниецветные, Кизилоцветные, Кроссосомоцветные и Миртоцветные |  |
|                                                                              | род Змеелистник | род Змеелистник          | род Змеелистник          |                          | роды Ричея и Сфенотома   |                          |                          |                          | ещё шесть триб, в том числе Прионотесовые (роды Прионотес и Лебетантус) и Эпакрисовые (род Эпакрис и др.) |                          |                          |                        | ещё семь подсемейств, в том числе Вакциниевые (роды Вакциниум, Зеновия, Подбел и др.), Кассиопеевые (род Кассиопея), Эриковые (роды Вереск, Водяника, Рододендрон, Эрика и др.) |                        |                        |                        | ещё 25 семейств, в том числе Актинидиевые, Бальзаминовые, Первоцветные, Сапотовые, Чайные и Эбеновые |                        |                        |  | ещё 44 порядка цветковых растений, из которых к верескоцветным наиболее близки Гераниецветные, Кизилоцветные, Кроссосомоцветные и Миртоцветные |  |
|                                                                              | около 60 видов, разделённых на три подрода; наиболее известные виды • Змеелистник древовидный, • Змеелистник Мензиса, • Змеелистник широколистный |                          |                          |                          | роды Ричея и Сфенотома   |                          |                          |                          | ещё шесть триб, в том числе Прионотесовые (роды Прионотес и Лебетантус) и Эпакрисовые (род Эпакрис и др.) |                          |                          |                        | ещё семь подсемейств, в том числе Вакциниевые (роды Вакциниум, Зеновия, Подбел и др.), Кассиопеевые (род Кассиопея), Эриковые (роды Вереск, Водяника, Рододендрон, Эрика и др.) |                        |                        |                        | ещё 25 семейств, в том числе Актинидиевые, Бальзаминовые, Первоцветные, Сапотовые, Чайные и Эбеновые |                        |                        |  | ещё 44 порядка цветковых растений, из которых к верескоцветным наиболее близки Гераниецветные, Кизилоцветные, Кроссосомоцветные и Миртоцветные |  |
|                                                                              | |                          |                          |                          | роды Ричея и Сфенотома   |                          |                          |                          | ещё шесть триб, в том числе Прионотесовые (роды Прионотес и Лебетантус) и Эпакрисовые (род Эпакрис и др.) |                          |                          |                        | ещё семь подсемейств, в том числе Вакциниевые (роды Вакциниум, Зеновия, Подбел и др.), Кассиопеевые (род Кассиопея), Эриковые (роды Вереск, Водяника, Рододендрон, Эрика и др.) |                        |                        |                        | ещё 25 семейств, в том числе Актинидиевые, Бальзаминовые, Первоцветные, Сапотовые, Чайные и Эбеновые |                        |                        |  | ещё 44 порядка цветковых растений, из которых к верескоцветным наиболее близки Гераниецветные, Кизилоцветные, Кроссосомоцветные и Миртоцветные |  |
|                                                                              | |                          |                          |                          |                          |                          |                          |                          | ещё шесть триб, в том числе Прионотесовые (роды Прионотес и Лебетантус) и Эпакрисовые (род Эпакрис и др.) |                          |                          |                        | ещё семь подсемейств, в том числе Вакциниевые (роды Вакциниум, Зеновия, Подбел и др.), Кассиопеевые (род Кассиопея), Эриковые (роды Вереск, Водяника, Рододендрон, Эрика и др.) |                        |                        |                        | ещё 25 семейств, в том числе Актинидиевые, Бальзаминовые, Первоцветные, Сапотовые, Чайные и Эбеновые |                        |                        |  | ещё 44 порядка цветковых растений, из которых к верескоцветным наиболее близки Гераниецветные, Кизилоцветные, Кроссосомоцветные и Миртоцветные |  |
|                                                                              | |                          |                          |                          |                          |                          |                          |                          | |                          |                          |                        | ещё семь подсемейств, в том числе Вакциниевые (роды Вакциниум, Зеновия, Подбел и др.), Кассиопеевые (род Кассиопея), Эриковые (роды Вереск, Водяника, Рододендрон, Эрика и др.) |                        |                        |                        | ещё 25 семейств, в том числе Актинидиевые, Бальзаминовые, Первоцветные, Сапотовые, Чайные и Эбеновые |                        |                        |  | ещё 44 порядка цветковых растений, из которых к верескоцветным наиболее близки Гераниецветные, Кизилоцветные, Кроссосомоцветные и Миртоцветные |  |
|                                                                              | |                          |                          |                          |                          |                          |                          |                          | |                          |                          |                        | |                        |                        |                        | ещё 25 семейств, в том числе Актинидиевые, Бальзаминовые, Первоцветные, Сапотовые, Чайные и Эбеновые |                        |                        |  | ещё 44 порядка цветковых растений, из которых к верескоцветным наиболее близки Гераниецветные, Кизилоцветные, Кроссосомоцветные и Миртоцветные |  |
|                                                                              | |                          |                          |                          |                          |                          |                          |                          | |                          |                          |                        | |                        |                        |                        | |                        |                        |  | ещё 44 порядка цветковых растений, из которых к верескоцветным наиболее близки Гераниецветные, Кизилоцветные, Кроссосомоцветные и Миртоцветные |  |
|                                                                              | |                          |                          |                          |                          |                          |                          |                          | |                          |                          |                        | |                        |                        |                        | |                        |                        |  | |  |

|                                                                                                 |
| Соцветие змеелистника однобокого (Dracophyllum secundum). Берлинский ботанический сад, Германия |

### Некоторые виды
Виды из Австралии (а также с Тасмании и острова Лорд-Хау) выделены коричневым, из Новой Каледонии — тёмно-розовым, из Новой Зеландии, а также с островов Чатем и субантарктических новозеландских островов — тёмно-зелёным цветом.
- Dracophyllum acerosum Berggr. (1877)
- Dracophyllum adamsii Petrie (1924)
- Dracophyllum arboreum Cockayne (1901) — Змеелистник древовидный, или Дракофиллум древовидный.

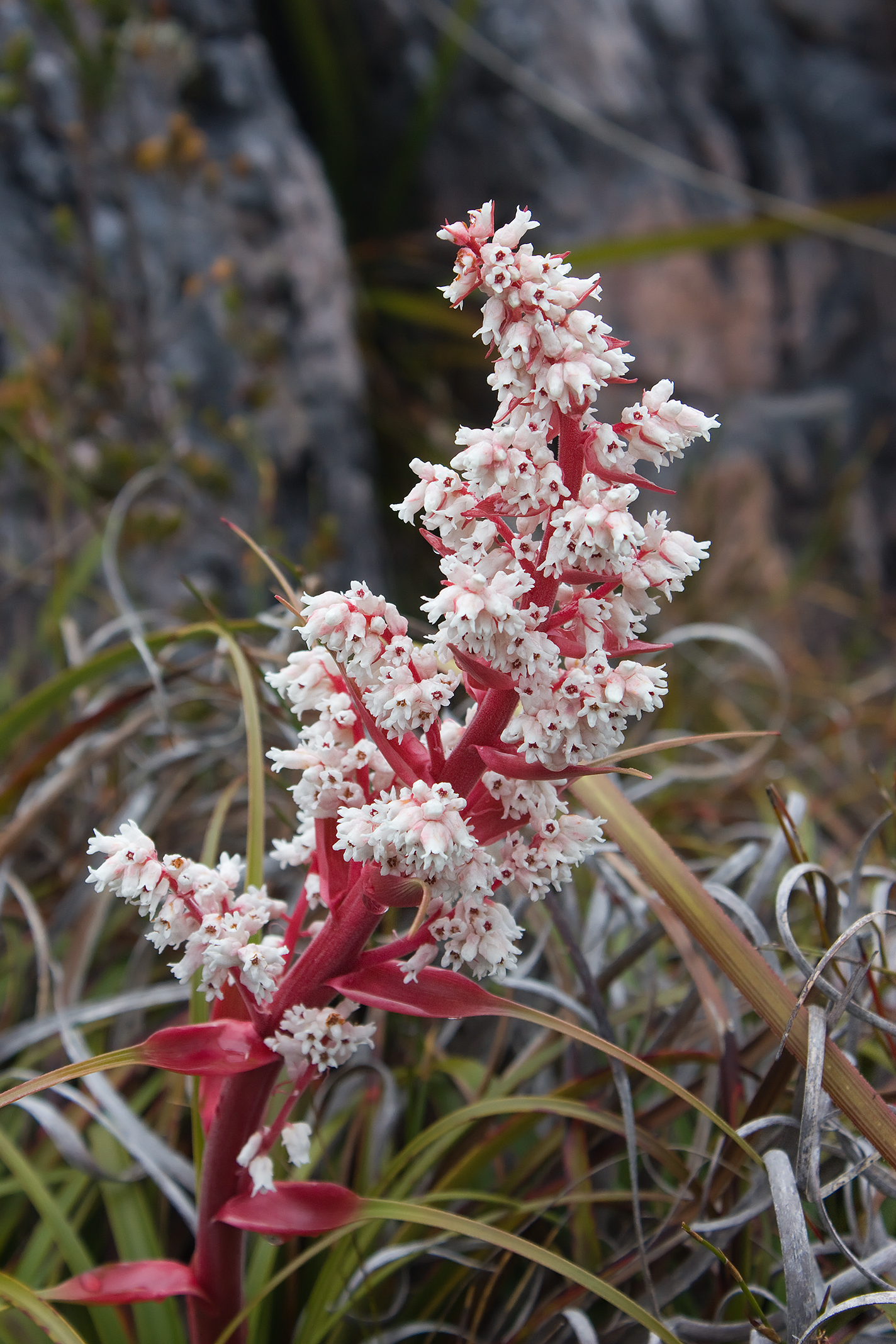
Dracophyllum milliganii

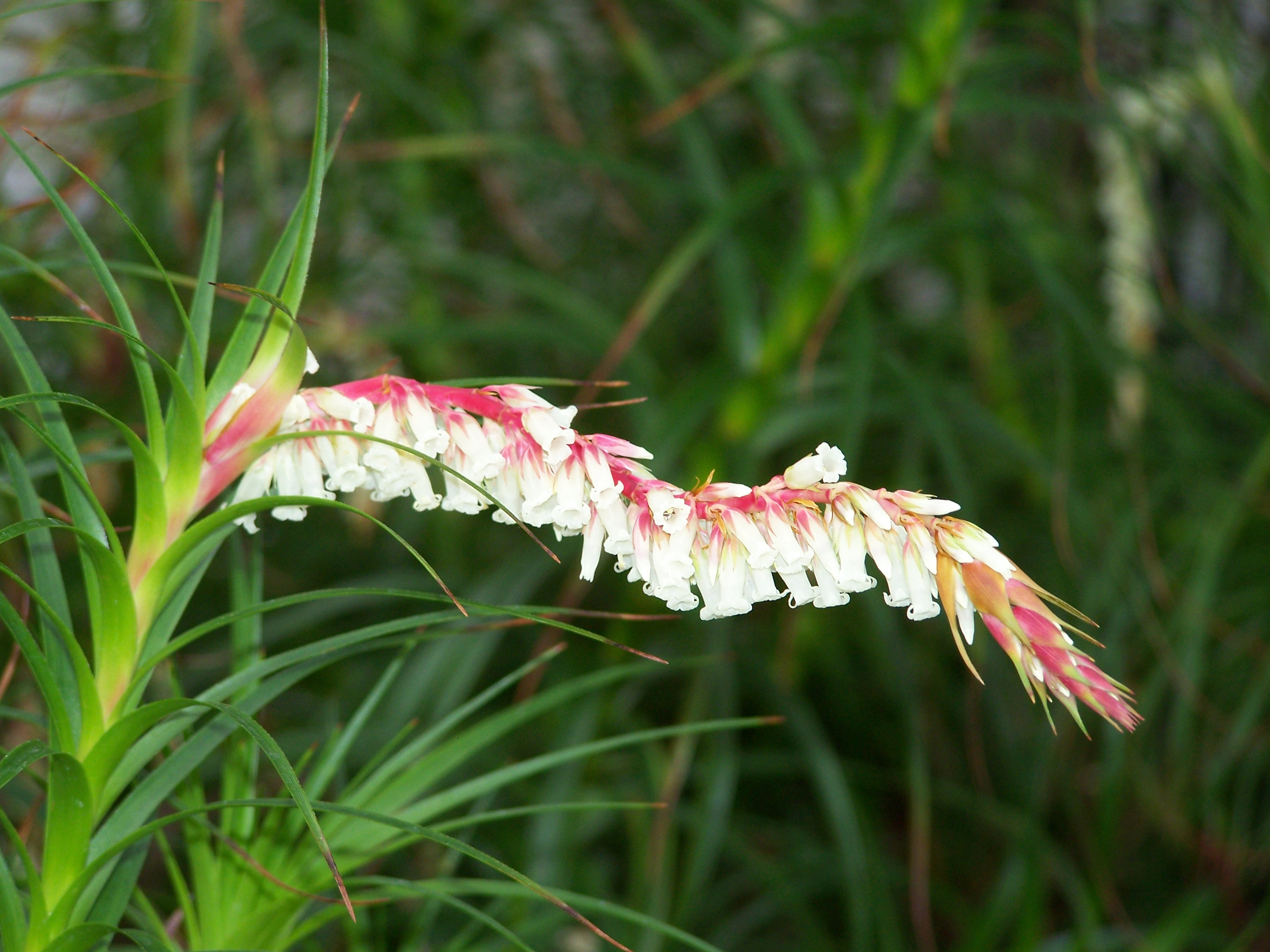
Dracophyllum secundum

- Dracophyllum arboreum Cockayne — Змеелистник древовидный, или Дракофиллум древовидный. Растение высотой до 10 м в форме дерева или прямостоячего кустарника. Ствол толстый, короткий. Листья по краям ворсистые. Этот вид отличается отчётливо выраженной ювенильной фазой развития; молодые листья — длиной около 18 см, собраны в пучки на концах ветвей; взрослые листья имеют длину около 9 см. Цветки светло-жёлтые. Ареал вида ограничен островами Чатем (800 км к востоку от Новой Зеландии)[3].
- Dracophyllum fiordense W.R.B.Oliv. Вид, встречающийся в районе Саутленд и на западе района Отаго.
- Dracophyllum involucratus Brongn. & Gris — Змеелистник закутанный, или Дракофиллум закутанный. Эндемичный новокаледонский вид[2]. Единственный представитель подрода Dracophyllum subgen. Cordophyllum.
- Dracophyllum latifolium A.Cunn. — Змеелистник широколистный, или Дракофиллум широколистный. Английское общеупотребительное название растений этого вида — the 'mop headed' grass trees («шваброголовое травяное дерево»), или neinei («нейней»), или «spiderwood» («паучье дерево»). Растения этого вида из-за больших пучков листвы на верхушках выглядят наиболее необычно по сравнению с другими змеелистниками. Ареал змеелистника широколистного — новозеландские районы Нортленд, Таранаки и Хокс-Бей[1]. Растение встречается до высоты 1100 м над уровнем моря. Нередко растёт под деревьями каури (Agathis australis).
- Dracophyllum lessonianum A.Rich. Новозеландские кустарники высотой до 10 м. Местное название растения — ви-ви (англ. wi-wi).
- Dracophyllum longifolium Roem. & Schult. — Змеелистник длиннолистный, или Дракофиллум длиннолистный, или инанга, или инака. Растение высотой до 12 м; наиболее широко распространённый в Новой Зеландии вид змеелистника: встречается от середины Северного острова до островов Окленд, лежащих к югу от Южного острова, до высоты 1200 м над уровнем моря, обычно в субальпийском поясе.
- Dracophyllum mackeeanum S.Venter. Недавно описанный новокаледонский вид.
- Dracophyllum marmoricola S.Venter (2002). Недавно описанный вид из района Нельсон, Южный остров, Новая Зеландия.
- Dracophyllum mathewsii. Вид, встречающийся на Северном острове Новой Зеландии.
- Dracophyllum menziesii Hook.f. — Змеелистник Мензиса, или Дракофиллум Мензиса. Новозеландский вид высотой до 2 м, ветвистый кустарник. Листья длиной до 20 см. Цветки кремово-белые.[3] Растёт в горных дождевых лесах и на субальпийских лугах на западе района Отаго, в районе Саутленд (в том числе на острове Стьюарт).
- Dracophyllum milliganii Hook.f. — Змеелистник Миллигана, или Дракофиллум Миллигана. Вид, растущий в горах Тасмании.
- Dracophyllum minimum F.Muell. — Змеелистник минимальный, или Дракофиллум минимальный. Подушкообразное растение, растущее в горах Тасмании[2] и Новой Зеландии; по внешнему виду похоже на другие новозеландские подушкообразные растения, Donatia novae-zealandieae и Abrotanella forsteroides. У змеелистника минимального, в отличие от других змеелистников, листья не чисто зелёные, а красно-зелёные[4].
- Dracophyllum muscoides Hook.f. — Змеелистник моховидный, или Дракофиллум моховидный. Этот низкорослый вид, похожий на мхи, встречается на лугах и болотах субальпийского пояса в горах Новой Зеландии[1].
- Dracophyllum oceanicum E.A.Br. & N.Streiber — Змеелистник океанический, или Дракофиллум океанический. Австралийский вид; встречается на прибрежных скалах в районе залива en:Jervis Bay (штат Новый Южный Уэльс).
- Dracophyllum ophioliticum S.Venter (2002). Недавно описанный вид из района Нельсон, Южный остров, Новая Зеландия.
- Dracophyllum pyramidale W.R.B.Oliv. — Змеелистник пирамидальный, или Дракофиллум пирамидальный. Стройные ломкие деревья, достигающие в высоту 10 м. Встречаются в районе острова Грейт-Барриер (остров Северный, Новая Зеландия).
- Dracophyllum recurvum Hook.f. — Змеелистник обратнозагнутый, или Дракофиллум обратнозагнутый. Кустарники высотой до 1 м, встречающиеся в субальпийском и альпийском поясе Центрального плато острова Северный.
- Dracophyllum secundum R.Br. — Змеелистник однобокий, или Дракофиллум однобокий Австралийский вид, встречающийся в горной местности в районе залива Порт-Джексон.
- Dracophyllum sinclairii. Вид, встречающийся на Северном острове Новой Зеландии.
- Dracophyllum strictum Hook.f. — Змеелистник прямой, или Дракофиллум прямой. Предпочитает берега рек и другие влажные места. Этот новозеландский вид — один из наиболее простых для культивирования[1].
- Dracophyllum townsonii Cheeseman. Вид, похожий на Змеелистник широколистный. Растёт на острове Южный в районах Нельсон и Вест-Кост.
- Dracophyllum traversii Hook.f. Английское название растения — горный нейней (англ. mountain neinei). Встречается на острове Южный на высоте выше 750 м над уровнем моря.
- Dracophyllum uniflorum — Змеелистник одноцветковый, или Дракофиллум одноцветковый. Кустарники высотой около одного метра с белыми цветками из Новой Зеландии.
- Dracophyllum verticillatum Labill. typus[5] — Змеелистник тянущийся, или Дракофиллум тянущийся. Эндемик Новой Каледонии. Растение с вертикально растущими цветоносами.
- Dracophyllum viride — Змеелистник зелёный, или Дракофиллум зелёный. Вид, встречающийся на Северном острове Новой Зеландии.

| |  |
| Растительность острова Кэмпбелл — одного из субантарктических новозеландских островов: на левой фотографии и слева на заднем плане на правой фотографии — змеелистник; на переднем плане на правой фотографии — Pleurophyllum из семейства Астровые; растения с жёлтыми цветками — Bulbinella из семейства Асфоделовые |  |